# Linda-a-Velha
Linda-a-Velha ist eine portugiesische Vila (Kleinstadt), die zum Municipio (Kreis) von Oeiras gehört. Sie umfasst 2,3 km² und hat eine Bevölkerungszahl von 19.997 (Stand 30. Juni 2011), was eine Bevölkerungsdichte von 8740 Einw./km² bedeutet. Linda-a-Velha wurde am 16. August 1991 zur Vila erhoben und am 11. Juni 1993 aus der Gemeinde Carnaxide entlassen.
Schutzpatronin ist die Heilige Maria vom Kap (Nossa Senhora do Cabo).